# Reiner Haseloff
Reiner Erich Haseloff (* 19 de fevereiro 1954 em Bülzig, distrito de Wittenberg) é um alemão político (CDU) e Ministro-Presidente da Saxónia-Anhalt desde 19 de abril de 2011. Anteriormente, tinha sido Ministro dos Assuntos Económicos e do Trabalho da Saxónia-Anhalt desde 2006. De 1 de novembro de 2020 a 31 de outubro de 2021, foi o Presidente do Bundesrat por rotação. É o Ministro Presidente em exercício há mais tempo na Alemanha, desde o final de maio de 2022.